# Дунин-Борковский, Пётр (воевода)
Пётр Дунин-Борковский (пол. Piotr Dunin-Borkowski; 26 июня 1890, Лемберг, Австро-Венгрия — 19 мая 1949, Рим, Италия) — польский политик, журналист и дипломат. Воевода познанский и львовский.

## Биография
Происходит из шляхетского рода Дунины-Борковские, герба Лебедь.
Закончил IV гимназию имени Я. Длугоша во Львове. В 1909—1914 годах изучал историю и право в Университете Яна Казимира и в Венском университете. Был сотрудником австро-венгерского дипломатического ведомства.
В 1920 году вступил в Войско Польское. Был назначен, по протекции Станислава Винценца, редактором армейской газеты «Dziennik VI Armii». По убеждениям был консерватором и входил в состав группы львовских консерваторов, поддержавшей в середине 20-х годов политику Юзефа Пилсудского. Был главой львовского отделения Крестьянского Союза. В январе 1927 года возглавил Клуб консервативной державной прессы во Львове.
С 28 июля 1927 года по 30 апреля 1928 года воевода Львовского воеводства. На этом посту пытался наладить сотрудничество с деятелями украинского национального движения.
С 9 мая 1928 года по 11 ноября 1929 года воевода Познанского воеводства.
Участвовал в работе изданий «Drogi» (1925—1932) и «Państwa Pracy» (1933—1934), редактировавшимися Адамом Скварчиньским, Станиславом Винценцом и Вилямом Гожицей. В дальнейшем сотрудничал с «Bunt Młodych» и «Polityka» Ежи Гедройца. Был сторонником польско-украинского сотрудничества, перед лицом общей опасности со стороны СССР. В 1932—1933 годах принимал участие в создании газеты «Biuletyn Polsko-Ukraiński». Также был издателем газеты «Problemy», редактировавшейся Ксаверием Пручиньским и Адольфом Бохеньским. Занимался проблемами государственности и национализма (в основном украинского), призывал к административной реформе. Издал брошюры «Необходимость изменения административного деления» (1930) и «Государственные проблемы в Польше» (1931).
Во время Второй мировой войны скрывался в своём имении в деревне Вуйча. Участвовал в переговорах, проводившихся во Львове между Представителями правительства на Родине и Армией Крайовой, с одной стороны, и украинским подпольем (УГОС), с другой, в попытке обоюдного прекращения боевых действий и условий политического сотрудничества. В сентябре 1944 года жил в Люблине, а по окончании войны в Кракове, где начал работать в НИИ лесного хозяйства.
В 1946 году был послан в Рим, где с 1947 года занимал должность генерального консула нового польского правительства. В мае 1949 года был снят с этого поста. Умер от инфаркта, сразу же после подписания протокола о передаче консульских функций. Похоронен в Риме.